# Innocenz Zaillner
Innocenz Zaillner (24. října 1828 Vídeň – 2. června 1882 Vídeň) byl rakouský politik německé národnosti z Moravy, v 2. polovině 19. století poslanec Říšské rady.

## Biografie
Pocházel ze starobylého rodu, který měl vliv ve finančních a ekonomických záležitostech rakouského státu. Studoval práva v Praze a Vídni a roku 1852 získal titul doktora práv. Nastoupil k finanční prokuratuře ve Vídni. Později byl přeložen do Lince a roku 1856 na finanční prokuraturu v Praze. V roce 1859 usiloval o místo advokáta v Prostějově, na které pak nastoupil v lednu 1860.
Počátkem 60. let se zapojil do politiky a patřil mezi předáky německých liberálů (liberálně a centralisticky orientovaná tzv. Ústavní strana) na Moravě. Od roku 1864 zasedal v obecním zastupitelstvu v Prostějově a byl zde i náměstkem starosty. Zasadil se o zřízení místní záložny. Během prusko-rakouské války obhajoval zájmy obyvatel města. Byl činný též v žurnalistice. Na prostějovské radnici vystupoval jako obránce zájmů etnických Němců.
V zemských volbách v lednu 1867 byl zvolen na Moravský zemský sněm za kurii venkovských obcí, obvod moravské enklávy ve Slezsku (Osoblaha). V krátce poté vypsaných zemských volbách v březnu 1867 zde mandát obhájil. Do sněmu se opětovně dostal i v zemských volbách v roce 1870, stejně jako ve dvou po sobě následujících volbách roku 1871.
Zemský sněm ho 10. dubna 1867 zvolil i do Říšské rady. Do vídeňského parlamentu ho zemský sněm delegoval i roku 1870 a 1871. Uspěl rovněž v prvních přímých volbách do Říšské rady 1873, za kurii venkovských obcí, obvod Nový Jičín, Hranice atd. Trvale se profiloval jako německý liberál. Po volbách v roce 1873 se uvádí coby jeden z 67 členů staroliberálního Klubu levice, vedeného Eduardem Herbstem.
Zemřel v červnu 1882 v dolnorakouském ústavu pro choromyslné.